# شوکو هامادا
شوکو هامادا (ژاپنی: 浜田 彰子) بازیکن فوتبال اهل ژاپن و عضو تیم ملی فوتبال ژاپن است که در تاریخ ۲۱ ژانویه ۱۹۸۶ میلادی اولین بازی ملی‌اش را انجام داد. او در ۲ بازی ملی حضور داشت و آخرین بازی ملی خود را در تاریخ ۷ مارس ۱۹۸۶ میلادی انجام داد. شوکو هامادا در بازی‌های ملی‌اش
گلی به ثمر نرساند.